# Małgorzata Jasińska
Małgorzata Jasińska (ur. 18 stycznia 1984 w Olsztynie) – polska kolarka szosowa, reprezentantka i mistrzyni Polski.

## Kariera sportowa
Była czterokrotną mistrzynią Polski seniorek w indywidualnym wyścigu szosowym (2009, 2010, 2015, 2018), a także dwukrotną wicemistrzynią (2005, 2008) i brązową medalistką w tej konkurencji (2012). W 2018 została mistrzynią Polski w jeździe indywidualnej na czas, w 2016 zdobyła w tej konkurencji brązowy, w 2019 srebrny medal mistrzostw Polski.
Reprezentowała Polskę w szosowym wyścigu indywidualnym mistrzostw świata (2005 – 23 m., 2006 - nie ukończyła, 2007 - nie ukończyła, 2008 – 23 m., 2009 - nie ukończyła, 2011 – 53 m., 2012 – 52 m., 2013 - nie ukończyła, 2014 – 19 m.) Startowała także w kobiecym Giro d’Italia (2011 - nie ukończyła, 2012 – 54 m., 2013 – 55 m., 2014 – 64 m. 2015 – 22 m.). Dwukrotnie zwyciężyła w kobiecym Giro d'Toscana (2012 i 2015), w 2014 zajęła w tym wyścigu drugie miejsce
Występowała w zespołach LUKK Krokus Mazur Barczewo (do 2006). Pol-Aqua (2007-2008), Potorscy TSB Corratec (2009), Team System Data Potorscy (2010), S.C. Michela Fanini - Rox (2011), Mcipollini Giambenini (2012), Mcipollini Giordana (2013), Ale Cipollini (od 2014), Cylance Pro Cycling (2017). Od roku 2018 jest zawodniczką hiszpańskiej ekipy Movistar.